# Chaetodiadema
Chaetodiadema is een geslacht van zee-egels uit de familie Diadematidae.

## Soorten
- Chaetodiadema africanum H.L. Clark, 1925
- Chaetodiadema granulatum Mortensen, 1903
- Chaetodiadema japonicum Mortensen, 1904
- Chaetodiadema keiense Mortensen, 1939
- Chaetodiadema pallidum A. Agassiz & H.L. Clark, 1907
- Chaetodiadema tuberculatum H.L. Clark, 1909